# Carrillo Puerto, Tamaulipas
Carrillo Puerto är en ort i Mexiko.   Den ligger i kommunen Altamira och delstaten Tamaulipas, i den östra delen av landet, 400 km norr om huvudstaden Mexico City. Carrillo Puerto ligger 15 meter över havet och antalet invånare är 2 388.
Terrängen runt Carrillo Puerto är platt, och sluttar söderut. Runt Carrillo Puerto är det ganska tätbefolkat, med 104 invånare per kvadratkilometer. Närmaste större samhälle är Tampico, 19,7 km sydost om Carrillo Puerto. Trakten runt Carrillo Puerto består huvudsakligen av våtmarker.